# Спас-Вилки
Спас-Вилки — деревня в городском округе Шаховская Московской области.

## Население
| 1859 | 1926 | 2002 | 2006 | 2010 |
| ---- | ---- | ---- | ---- | ---- |
| 53   | ↘39  | ↘21  | ↘6   | ↗16  |

## География
Деревня расположена в юго-западной части округа, примерно в 20 км к юго-западу от райцентра Шаховская, у истоков безымянного ручья, левого притока в самом верховье Рузы, высота центра над уровнем моря 250 м. Ближайший населённый пункт — Малое Крутое в 1,5 км на юг. У Спас-Вилок находится мемориал на братской могиле 190 воинов 20-й Армии, павших в Великую Отечественную войну. Возле деревни проходит региональная автодорога 46К-9200.
В деревне одна улица — Новая. Останавливается автобус маршрута № 36 до Шаховской.

## Исторические сведения
До мая 1930 года деревня была разделена между Гжатским уездом Смоленской губернии (с 1929 года — Западной области) и Волоколамским уездом Московской губернии. Северная часть деревни под названием Спас-Вилки входила в состав Гжатского уезда, а южная под названием Спас-Верхорузский — в состав Волоколамского.
В 1769 году Верхорузье — деревня Хованского стана Волоколамского уезда Московской губернии в составе большого владения коллежского советника Владимира Федоровича Шереметева. В деревне 7 дворов и 26 душ.
В середине XIX века деревня Верхорузы (Спас) относилась к 1-му стану Волоколамского уезда и принадлежала надворной советнице Елизавете Александровне Ладыженской. В деревне было 11 дворов, крестьян 33 души мужского пола и 39 душ женского.
В «Списке населённых мест» 1862 года Спас-Верхорузье — владельческая деревня 1-го стана Волоколамского уезда Московской губернии по правую сторону Московского тракта, шедшего от границы Зубцовского уезда на город Волоколамск, в 48 верстах от уездного города, при реке Рузе, с 10 дворами и 53 жителями (23 мужчины, 30 женщин).
Что касается деревни Спас-Вилки, то в Списке населённых мест Смоленской губернии по состоянию на 1859 год (опубликовано в 1868 г.) этот населённый пункт отмечен как владельческая деревня 2-го стана Гжатского уезда по правую сторону Тверского транспортного тракта, в 46 верстах от уездного города, при безымянном ручье, с 42 дворами и 253 жителями (111 мужчин, 142 женщины).
По данным на 1890 год деревня Спас-Верхорузье входила в состав Серединской волости, число душ мужского пола составляло 10 человек.
В 1904 году в деревне Спас-Вилки Савинской волости Гжатского уезда Смоленской губернии 49 дворов и 212 жителей (84 мужчины, 128 женщин).
В 1913 году в Спас-Верхорузье Серединской волости 4 двора.
По материалам Всесоюзной переписи населения 1926 года Спас-Верхорузье — деревня Косиловского сельсовета, проживало 39 человек (24 мужчины, 15 женщин), насчитывалось 5 крестьянских хозяйств.
В результате реформы административно-территориального деления СССР 1929—1930 годов Спас-Вилки и Спас-Верхорузье были объединены в составе Шаховского района Московской области.
1994—2006 гг. — деревня Косиловского сельского округа Шаховского района.
2006—2015 гг. — деревня сельского поселения Серединское Шаховского района.
2015 г. — н. в. — деревня городского округа Шаховская Московской области.

## Спас-Вилки в искусстве
В Спас-Вилках в 1933 - 1934 гг. происходит действие повести Александра Вендерова «Химутка».

## Галерея

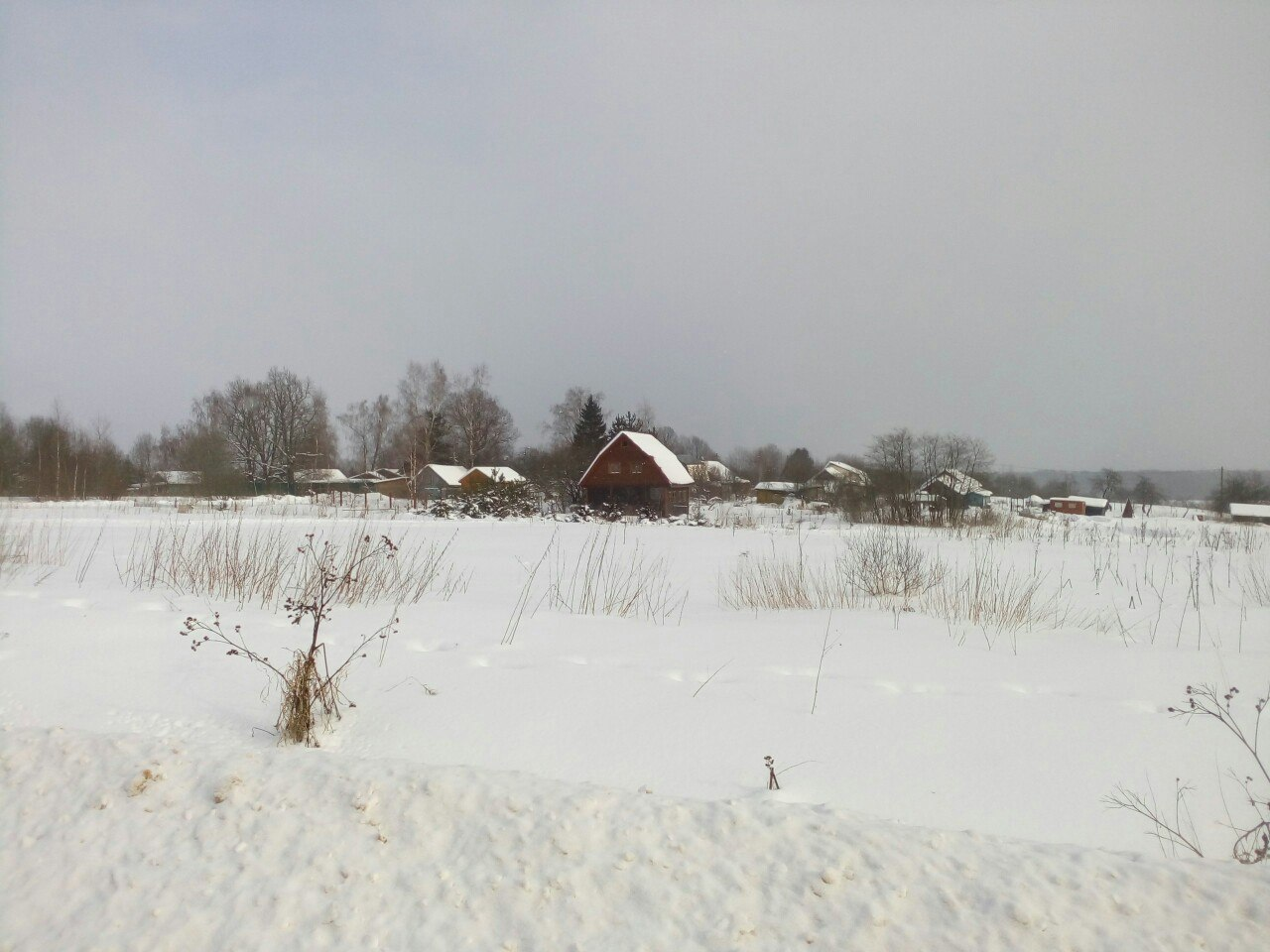
Заречина — южная часть деревни (до 1930 года — Спас-Верхорузье)
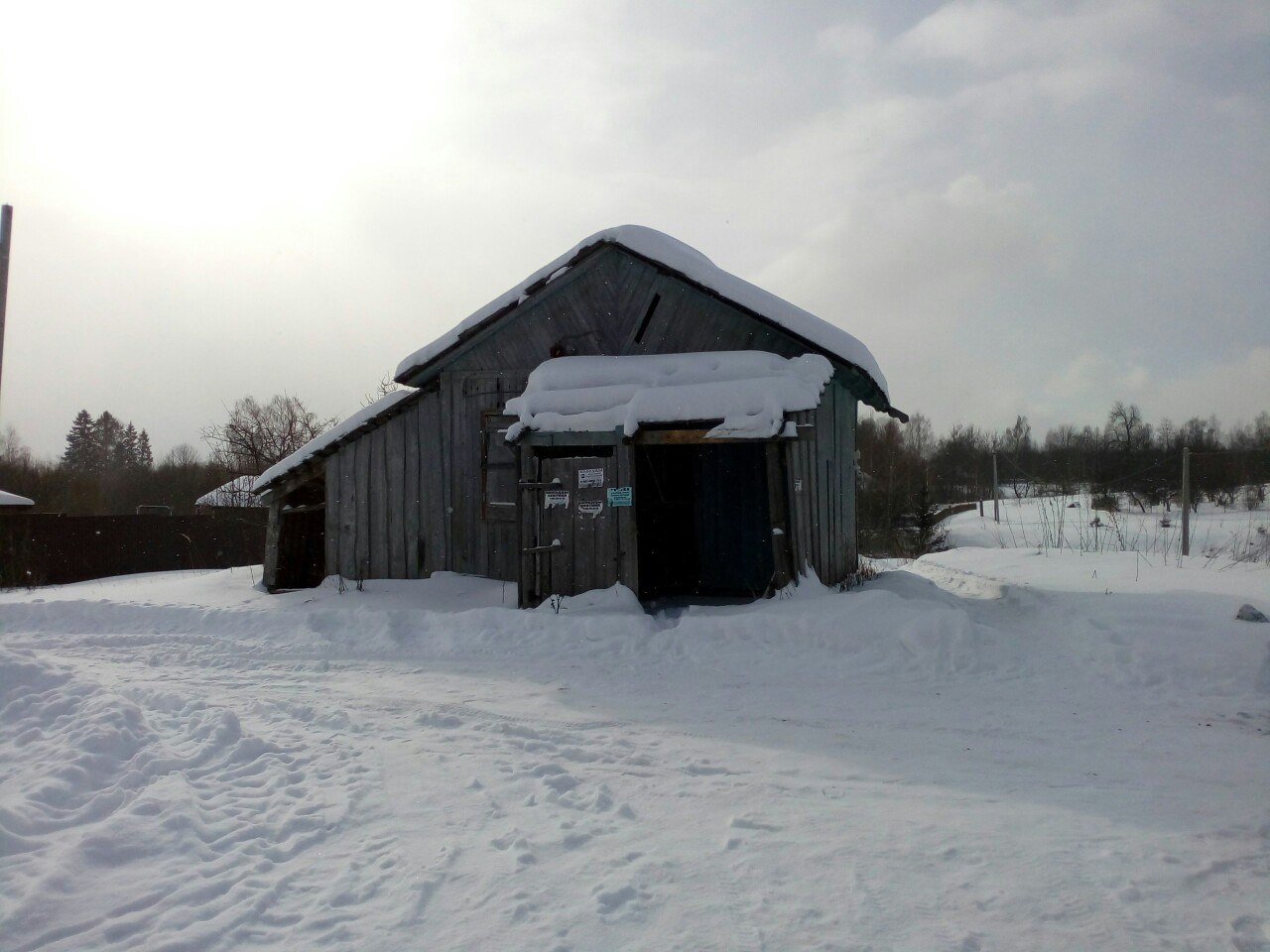
Заброшенный магазин, работал до 1992 года
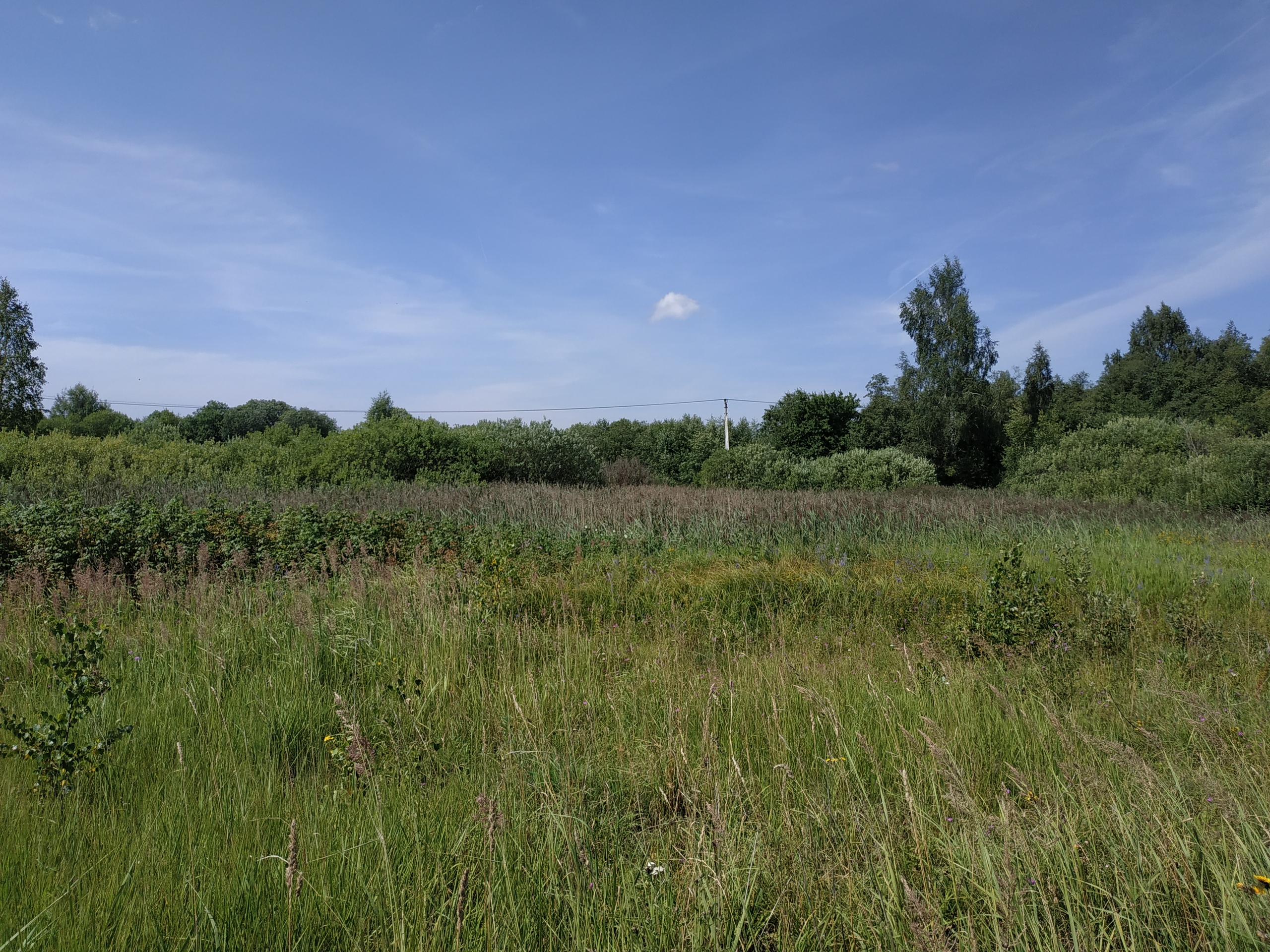
Заросший Гараськин пруд на северной окраине Спас-Вилок
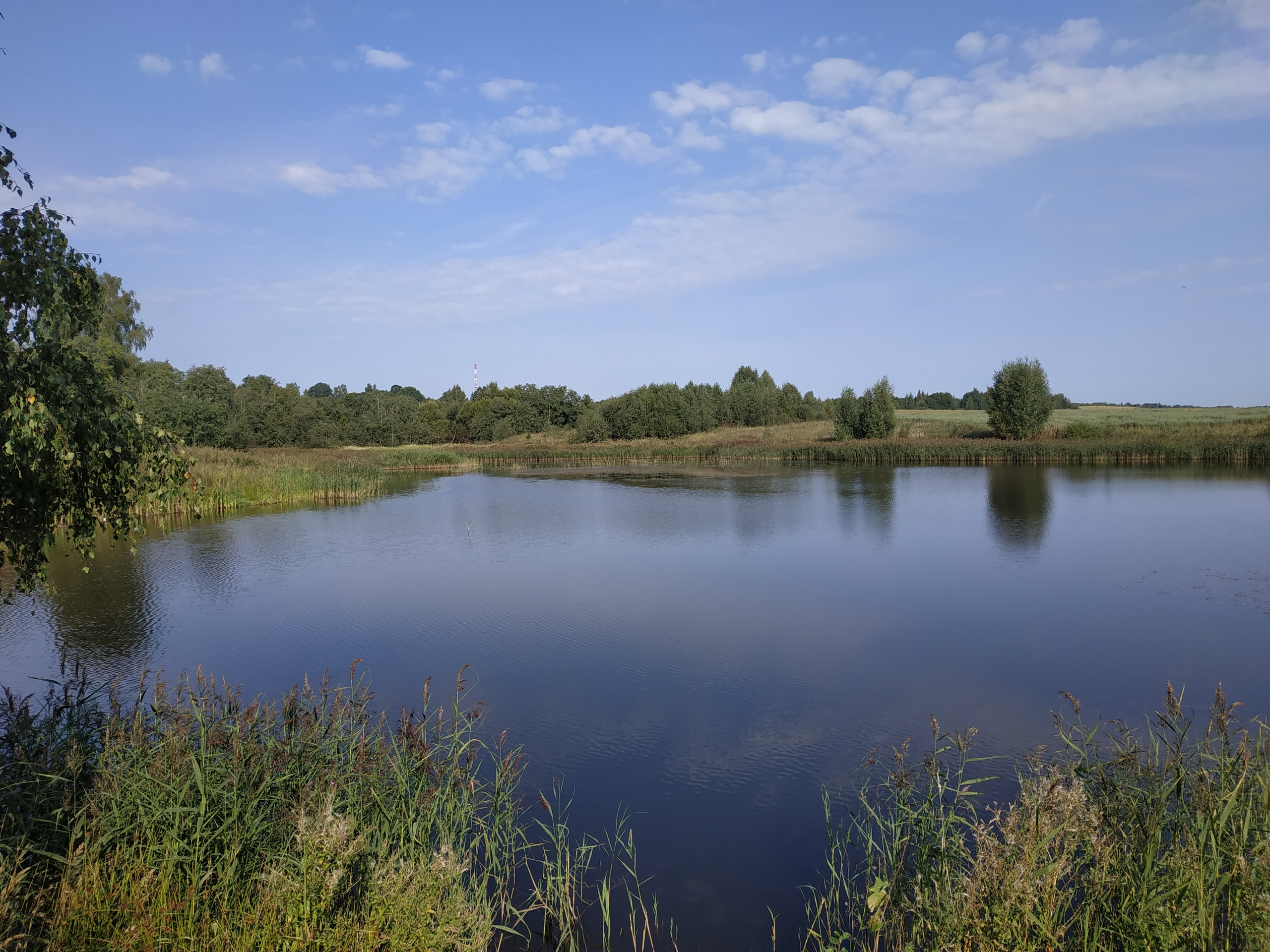
Плотина к югу от Спас-Вилок
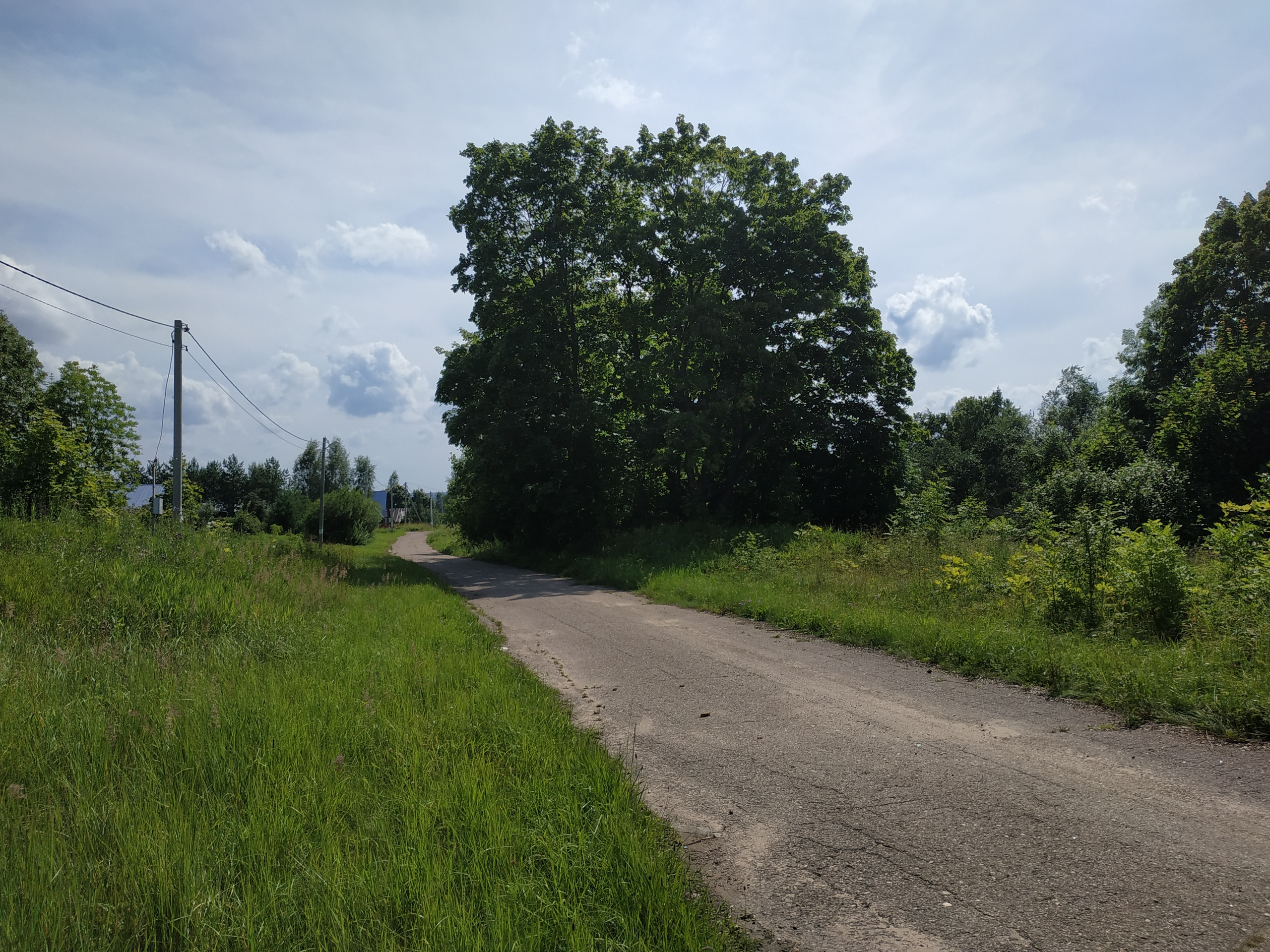
Главная улица в деревне Спас-Вилки